# Martin Bonhoeffer
Martin Bonhoeffer (* 1935; † 1989) fue un pedagogo social alemán.
Fue hijo de Karl Friedrich Bonhoeffer y sobrino de Dietrich Bonhoeffer, Klaus Bonhoeffer y Hans von Dohnanyi.
Bonhoeffer se dedicó a la reforma de la educación en los hogares en Alemania entre 1969–1982.
El "Martin-Bonhoeffer-Häuser", es un centro para jóvenes en  Tübingen.

## Publicaciones
- Das Haus auf der Hufe; in: Neue Sammlung, Heft 1, 1965
- Forschungsaufgaben in der Heimerziehung; in: Neue Sammlung, Heft 2, 1966
- Totale Heimerziehung oder begleitende Erziehungshilfen; in: Neue Sammlung, 1967, pp. 470–478
- Personale Organisation im Heim – emotionale Desorientierung für Kinder; in: Neue Sammlung, Heft 4, 1973
- Kinder in Ersatzfamilien: Sozialpädagogische Pflegestellen; Projekte und Perspektive, zur Ablösung von Heimen; Stuttgart: Klett, 1974 (19802); ISBN 3-12-921330-9
- Zerbrechen die Heime an der modernen Arbeitszeitregelung?; in: Unsere Jugend, Heft 5, 1977
- Kommission Heimerziehung, Internationale Gesellschaft für Heimerziehung (Hgg.): Zwischenbericht Kommission Heimerziehung der Obersten Landesjugendbehörden und der Bundesarbeitsgemeinschaft der Freien Wohlfahrtspflege. Heimerziehung und Alternativen; Analysen und Ziele für Strategien; Frankfurt/Main: Internationale Gesellschaft für Heimerziehung, Sektion Bundesrepublik Deutschland, 1977

## Literatura
- Gerold Becker, Anne Frommann (Hg.): Martin Bonhoeffer. Sozialpädagoge und Freund unter Zeitdruck. Pädagogisch-politische Annäherungen an seine aktiven Jahre; Mössingen-Talheim: Talheimer, 1996; ISBN 3-89376-022-9